# Julian Feliks Folik
Julian Feliks Folik (ur. 21 listopada 1905 w Stanisławowie, zm. 24 września 1996 w Doncaster) – pułkownik saperów Polskich Sił Zbrojnych.

## Życiorys
Julian Feliks Folik urodził się 21 listopada 1905 roku w Stanisławowie. W latach 1928–1929 odbył przeszkolenie na Kursie Unitarnym w Szkole Podchorążych Piechoty w Ostrowi Mazowieckiej. W latach 1929–1932 był podchorążym Szkoły Podchorążych Inżynierii w Warszawie. 7 sierpnia 1932 roku prezydent RP mianował go podporucznikiem ze starszeństwem z dniem 15 sierpnia 1931 roku i 23. lokatą w korpusie oficerów inżynierii i saperów, a minister spraw wojskowych wcielił do 5 batalionu saperów w Krakowie na stanowisko dowódcy plutonu. Na stopień porucznika został mianowany ze starszeństwem z dniem 1 stycznia 1936 roku w korpusie oficerów inżynierii i saperów. W latach 1937–1939 pełni funkcję zastępcy oficera mobilizacyjnego 5 batalionu  saperów. Podczas kampanii wrześniowej w Ośrodku Zapasowym Saperów Nr 3 na stanowisku oficera ewidencyjno-personalnego. Następnie pełni służbę jako oficer w sztabie dowódcy saperów – ppłk dypl. sap. Leona Tyszyńskiego  w dowództwie Armii „Prusy” gen. dyw. Dęba-Biernackiego.
Po kampanii wrześniowej przedostał się do Francji i został przydzielony do Ośrodka Wyszkolenia Oficerów Saperów w Thouars. 18 czerwca 1940 o godz. 5.50 został ranny podczas bombardowania dworca kolejowego w Thouars przez Luftwaffe.
W 1943, w stopniu kapitana służył jako dowódca 1 kompanii saperów w 1 Samodzielnej Brygadzie Strzelców. W 1945 r. został dowódcą 7 kompanii saperów w nowo utworzonym 4 batalionie saperów. Służbę wojskową zakończył wraz z rozwiązaniem Polskich Sił Zbrojnych w 1947 r.
21 sierpnia 1961 roku otrzymał obywatelstwo Wielkiej Brytanii. Był inżynierem. Mieszkał w Nottingham. Zmarł 24 września 1996 r. Msza żałobna została odprawiona w kościele St. Peters-in-Chains, Cheąuer Road, Doncaster, w poniedziałek 7 października 1996 r. o godz. 10.15, po czym nastąpił pogrzeb na cmentarzu Rose Hill.

## Ordery i odznaczenia
- Kawaler Orderu Imperium Brytyjskiego – MBP